# Arnór Smárason
Arnór Smárason (* 7. September 1988 in Akranes) ist ein isländischer Fußballspieler.

## Karriere
Arnór begann in der Jugend bei dem Verein in seiner Geburtsstadt Akranes, ÍA Akranes, mit dem Fußballspielen. Durch gute Leistungen empfahl sich das junge Talent auch für die Jugend des SC Heerenveen. 2008 rückte er in den Herrenbereich auf und absolvierte bis Sommer 2010 25 Erstligaspiele, in denen er fünf Tore schoss. Zur Saison 2010/11 wechselte Arnór nach Dänemark zu Esbjerg fB. Hier entwickelte sich der junge offensive Mittelfeldspieler, der die Rückennummer 9 erhielt, zum Leistungsträger und blieb Esbjerg auch nach dessen Abstieg treu.